# Hòa Thọ Tây
Hòa Thọ Tây là một phường thuộc quận Cẩm Lệ, thành phố Đà Nẵng, Việt Nam.
Phường Hòa Thọ Tây có diện tích 8,71 km², dân số năm 2005 là 8.758 người, mật độ dân số đạt 1.006 người/km².

## Lịch sử
Phường Hòa Thọ Tây được thành lập năm 2005 trên cơ sở một phần diện tích và dân số của xã Hòa Thọ, huyện Hòa Vang. Phần còn lại của xã Hòa Thọ được chuyển thành phường Hòa Thọ Đông, quận Cẩm Lệ.